# Привольное (Вольнянский район)
Привольное (укр. Привільне) — село,
Привольненский сельский совет,
Вольнянский район,
Запорожская область,
Украина.
Код КОАТУУ — 2321587001. Население по переписи 2001 года составляло 404 человека.
Является административным центром Привольненского сельского совета, в который, кроме того, входят сёла
Богдановка,
Васильковское и
Терсянка.

## Географическое положение
Село Привольное находится на расстоянии в 1 км от села Богдановка и в 3-х км от сёл Васильковское и Терсянка.
По селу протекает пересыхающий ручей с запрудой.

## История
- 1922 год — дата основания.

## Экономика
- Агрофирма «Перше Травня».

## Объекты социальной сферы
- Школа.
- Один магазин.

## Достопримечательности
- Братская могила советских воинов.